# Зиновское сельское поселение
Зиновское сельское поселение — муниципальное образование в Ялуторовском районе Тюменской области.
Административный центр — село Зиново.

## Состав поселения
В состав сельского поселения входят:
- село Зиново
- деревня Сингуль
- деревня Соснина
- село Южное.